# 新京城四少
《新京城四少》是一部2011年首播的中国大陆民国偶像剧，翻拍自1991年的台湾经典热播剧《京城四少》。该剧由浙江华策影视股份有限公司出品，香港导演潘文杰执导，大陆著名编剧邹静之改编，并由富大龙、周杰、迟帅、袁文康、杨幂、刘一含、李倩、孟广美、姚橹等领衔主演。全剧以民国初年为背景，讲述了四兄弟幼时因遭遇劫匪而分离，在不同的环境下各自成长，机缘巧合之下，四人在京城得以重聚，最终铲除奸佞、一家团圆的故事。
本剧于2010年3月底在浙江横店影视城开机拍摄，至7月12日杀青关机。2011年3月26日，本剧在吉林电视台生活频道全国首播，同年9月2日在中国教育电视台一套黄金档上星播出（原定的安徽、云南等卫视并未播出，浙江卫视改在10月20日下午档播出）。2011年10月26日加拿大城市電視每周一至五4:00pm和10:35am(东岸时间7:00pm、1:35am)播出。

## 剧情
讲述清官童善，带着一家老小在振武堂总镖师柳云天的护送下从回疆返京，途中遇抢匪胡笑天率众抢劫，慌乱中，除四少外，其它三少均不知去向，童家四少各自拥有四分之一扇形玉佩，成为童家四少日后相认的唯一信物。

## 演员
| 演员   | 角色           | 备注 |
| 周杰   | 古人杰(童玉贤) | 童家大少 |
| 迟帅   | 杜立寒(童玉儒) | 童家二少 |
| 富大龙 | 铁蛋(童玉孝)   | 童家三少 |
| 杨幂   | 殷白雪(霍小钗) | 曾經是大將軍的女兒,是霍剛和殷達蘭的女兒,霍家遗孤,因家門被德仰仲陷害謀反被滿門抄,幸而被奶娘救走幸免遇难。为了生存，她自小在九号公馆学习歌技、舞技，因德仰仲年輕時喜歡她母親，因跟自己的母親長的一模一樣，被德仰仲娶為七姨太，知道德仰仲就是害他們家被抄家，而想要親手殺了他 |
| 袁文康 | 童玉官         | 童家四少 |
| 刘一含 | 叶雨桐         | 与古大少相爱 |
| 李倩   | 柳云儿         | 从小和三少一起长大 |
| 孟广美 | 九姨娘         | 百花楼总管,收養三少 |
| 姚橹   | 古庆三         | 收养古人杰,收養大少 |
| 关少曾 | 德仰仲         | 因為喜歡白雪的母親殷達蘭,而以前得不到她,懷恨在心,所以陷害霍家謀反被滿門抄斬,因白雪長的跟他母親一模一樣,所以娶白雪為七姨太,把白雪當成殷達蘭 |
| 王伯昭 | 童善           | |
| 涂黎曼 | 德锦云         | |
| 王飞   | 赵坤生         | |
| 娄亚江 | 于强           | |
| 张山   | 柳云天         | |
| 庄紫   | 莫娘           | |
| 任学海 | 张常茂         | |
| 崔漫莉 | 姨太太         | |
| 娄亚江 | 于强           | |

## 電視劇歌曲
| 曲序 | 曲目                     |                | 作曲           | 演唱   |
| ---- | ------------------------ | -------------- | -------------- | ------ |
| 1.   | 《瀟灑走一回》（片头曲） | 陳樂融、王蕙玲 | 陳大力、陳秀男 | 符瓊音 |
| 2.   | 《怀珠》（片尾曲）       |                |                | 杨宗纬 |